# St. Franziskus (Köln)

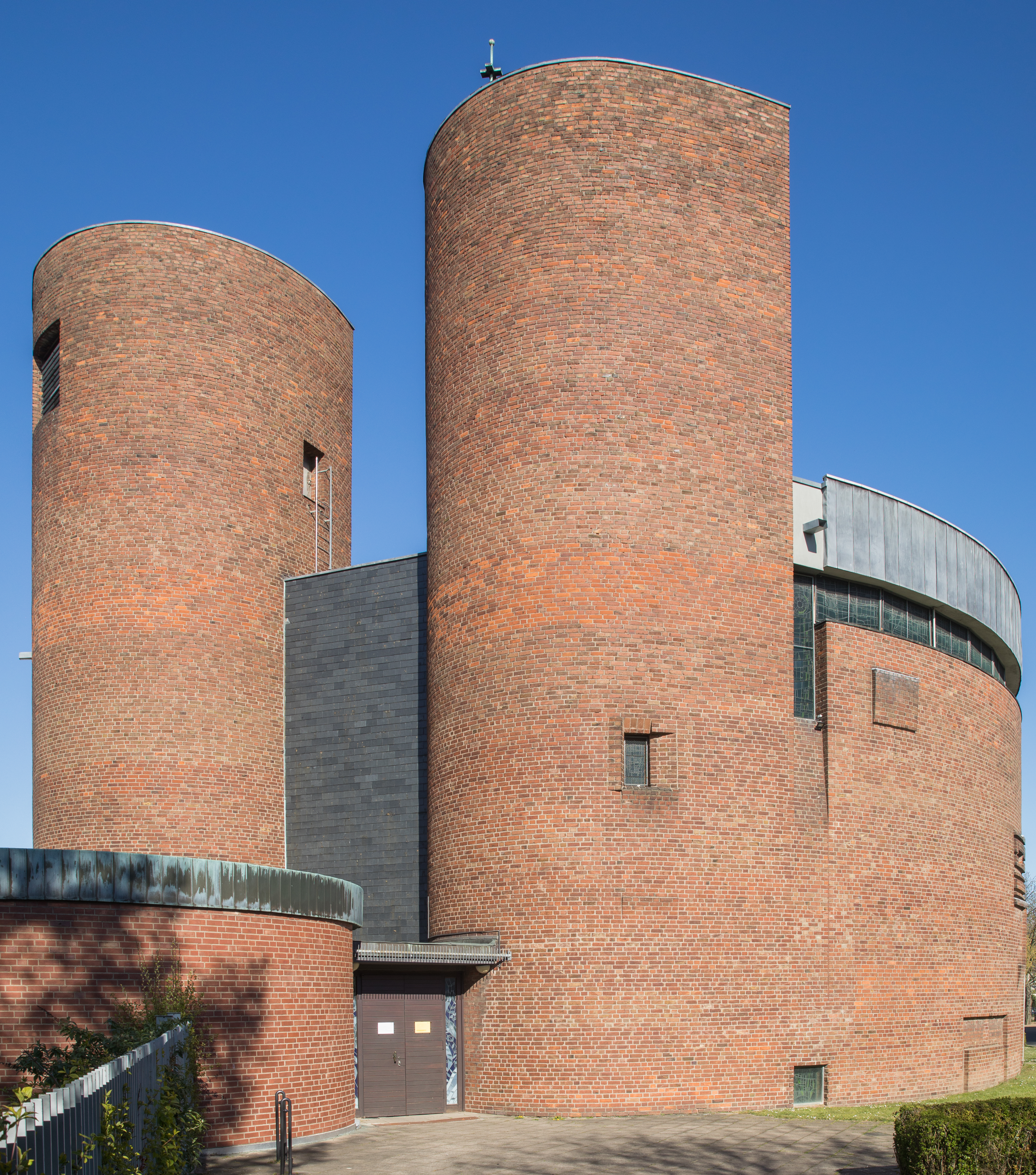
St. Franziskus von Südwesten, Taufkapelle und Türme

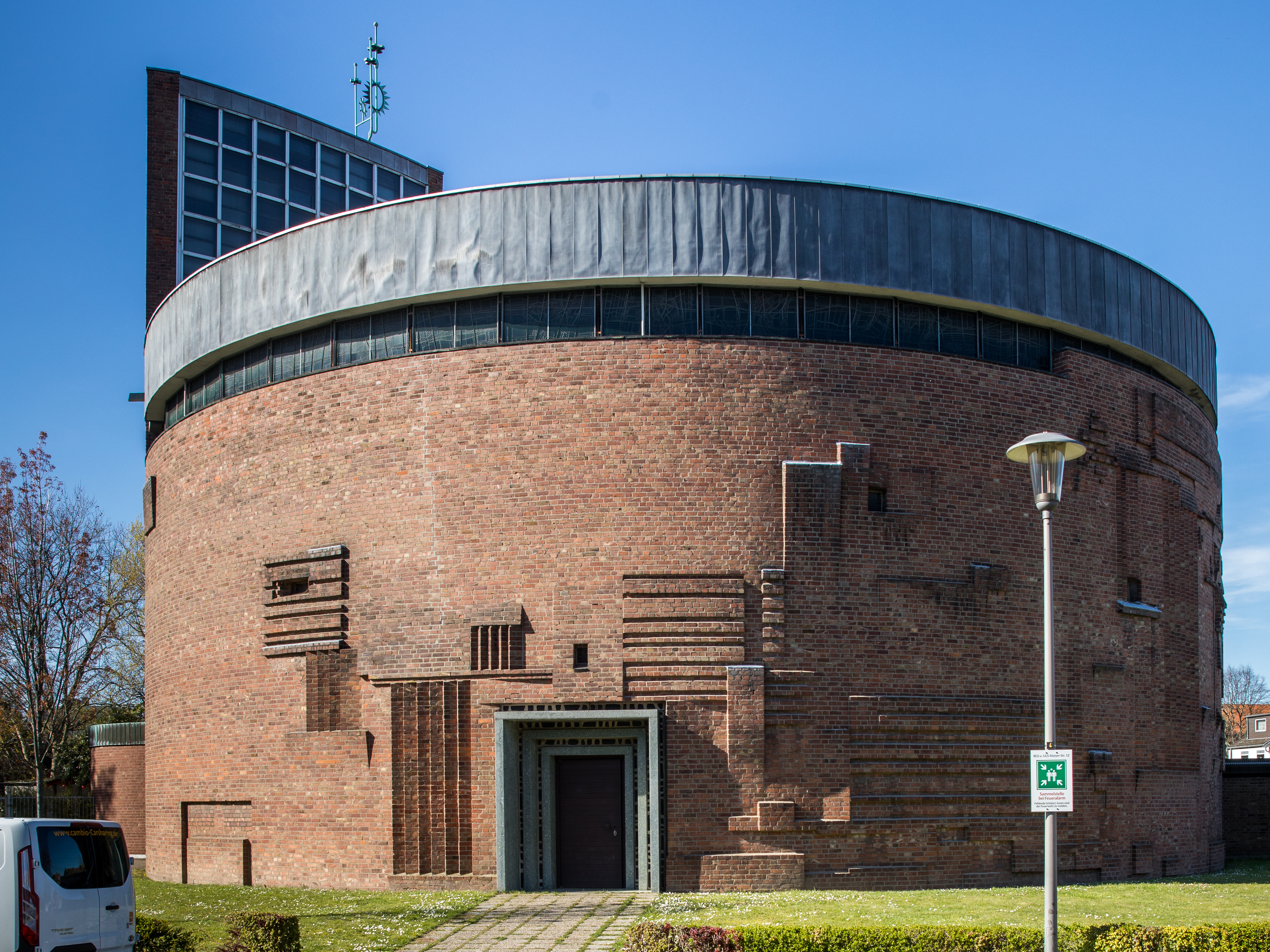
Südseite mit Seiteneingang und Ziegelschmuck

St. Franziskus ist eine römisch-katholische Pfarrkirche im Kölner Stadtteil Bilderstöckchen, die in den Jahren 1957 bis 1961 nach Plänen des Architekten Hans Schilling als Rundkirche erbaut und im März 1961 geweiht wurde. Die Kirche steht unter dem Patrozinium von Franz von Assisi und ist seit 2003 denkmalgeschützt. Sie gehört heute zum Kirchengemeindeverbands Nippes/Bilderstöckchen.

## Vorgeschichte
Der Kölner Stadtteil Bilderstöckchen war seit 1932 durch Umbau eines ehemaligen Artilleriedepots durch die katholische Siedlungsgenossenschaft Am Bilderstöckchen stark angewachsen. Für den Gottesdienst war 1935 eine Kapelle im Obergeschoss eines als Volksschule genutzten Schuppentraktes hergerichtet worden. Der bis dahin zur Kirchengemeinde St. Joseph in Nippes gehörige Seelsorgebereich wurde in den Jahren 1935 bis 1937 in mehreren Stufen selbständige Gemeinde, es blieb jedoch bis auf weiteres bei der vorhandenen Notkirche. Franz von Assisi wurde als Pfarrpatron ausgewählt, das Patronatsfest jedoch nicht am Tag seines Todes, sondern am 17. September gefeiert, dem Tag, an dem bei dem Heiligen der Legende nach Wundmale am Körper aufgetreten sind.
Nachdem große Teile der Siedlung durch Luftangriffe im Zweiten Weltkrieg zerstört oder beschädigt worden waren, wuchs die Siedlung nach dem unmittelbaren Wiederaufbau in den 1950er Jahren um weitere Neubauten an, und die Notwendigkeit eines Kirchenbaus wurde dringlicher. Der 1949 gegründete Kirchbauverein musste sich mangels finanzieller Unterstützung kirchlicher Behörden zunächst mit einer Wiederherstellung der Notkirche begnügen. Die katholische Gemeinde wuchs von 1951 bis 1954 durch neue Wohnbauten von rund 1300 auf über 2100 Mitglieder an.
Die ersten Voraussetzungen für einen Kirchenbau wurden ab 1954 geschaffen, indem zwei Grundstücke durch Schenkung oder Tausch erworben wurden, so dass ein hinreichend großer Bauplatz für Kirche, Pfarrhaus sowie weitere Gebäude entstand.

## Baugeschichte
Die erzbischöfliche Zusage für einen Baubeginn im Rechnungsjahr 1956/1957 erfolgte Mitte 1955, so dass die Gemeinde Mitte 1956 den Architekten Hans Schilling mit Entwurf und Ausführung einer neuen Kirche beauftragte. Eine endgültige Bewilligung erfolgte im Oktober 1957, und am 3. November 1957 wurde in einer feierlichen kirchlichen Zeremonie der Grundstein gelegt und den Winter hindurch gebaut.
Im März 1958 stoppte das Erzbistum die Bauarbeiten aus finanziellen Gründen. Eine vollständige Stilllegung konnte zugunsten einer „Winterfestmachung“ verhindert werden, und der überdachte Rohbau ruhte bis März 1959, als die Genehmigung zum Weiterbau erfolgte. Die Gemeinde hatte inzwischen das Grundstück des alten Pfarrhauses veräußert, so dass zusätzlich auch eigene finanzielle Mittel zur Verfügung standen. Dennoch zog sich aufgrund des allgemeinen Baubooms – fehlende Handwerker, gestiegene Kosten – der Weiterbau bis Anfang 1961 hin. Einige Planungen mussten aufgrund höherer Preise einfacher als ursprünglich entworfen ausgeführt werden, einiges wurde in Eigenarbeit umgesetzt. Das Pfarrhaus wurde 1959 bezogen; die Einweihung der Kirche erfolgte am 12. März 1961.
Das dem Hauptkirchenbau vorgelagerte Taufhaus wurde 1974 renoviert und zu einer „Werktagskapelle“ umgewidmet. Die Entwürfe hierfür lieferte der Kölner Architekt Karl Band. Am 15. Januar 2003 wurde St. Franziskus unter der Nummer 8604 in die Denkmalliste der Stadt Köln aufgenommen.

## Baubeschreibung
St. Franziskus ist eine fast völlig abgeschlossene, in rotem Ziegel ausgeführte Rotunde. Zwei Türme gehen von dieser aus und drehen sich – innerhalb der Grundfläche des Rundbaus – als Halbschalen ins Innere und steigen vor dem Gebäude auf. Vor diesen beiden Türmen liegt eine eingeschossige, einige Stufen tiefer als die Kirche liegende Taufkapelle (heute Werktagskapelle), ebenfalls als Rundkörper ausgeführt. Der Eingangsbereich zwischen Taufkapelle und den beiden Türmen wird durch einen verglasten Windfang verbunden.

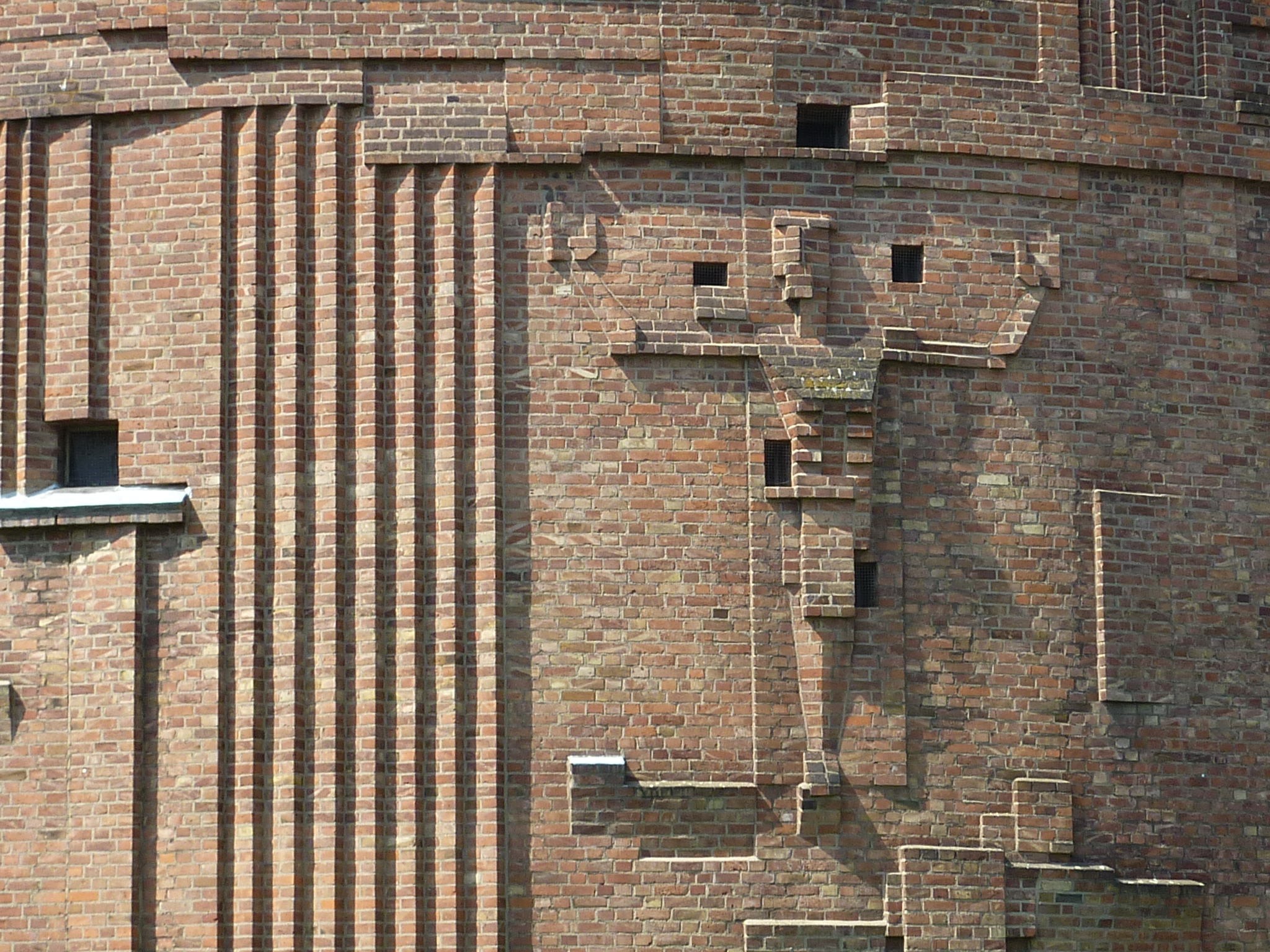
Kruzifix an der Ostseite mit Wandöffnungen an der Stelle der Wundmale Christi

Die Außenmauer ist durch ein Ziegelrelief, ausgeführt von Willi Strauß – einem Künstler aus dem Viertel – aufgelockert, das sich von Nordosten, dem Sonnenverlauf folgend, bis zur Westseite erstreckt. Auf der Ostseite kulminiert es in ein gemauertes Kruzifix, bei dem die Wundmale als kleine rote Fensteröffnungen gestaltet sind, die rotes Licht nach innen führen, wo sie wiederum als Gestaltungselement der dort befindlichen, als Relief gestalteten Altarwand dienen.
Insgesamt durchbrechen nur wenige kleine Fenster die Wand, welche im Inneren als glatte Ziegelmauer ausgeführt ist. Ins Innere fällt das Tageslicht hauptsächlich durch ein Fensterband an der oberen Kante der Außenwände, ergänzt von den beiden nach innen vollständig offenen und oberhalb des Dachs verglasten Türmen, durch die von oben Licht in den Kirchenraum gelangt. Das auf dem Fensterband aufliegende Flachdach wird durch vier dünne, im Quadrat angeordnete Dreikantpfeiler gestützt, die es so optisch über die Außenwände hinweg heben.
Die Kirche ist geostet. An der Wand gegenüber dem Eingangsportal erhebt sich eine quadratische, mehrstufige Altarinsel. An der Westseite, zwischen den Türmen eingehängt, befindet sich die Orgelempore. Die Glockenstube mit fünf Glocken befindet sich im nördlich gelegenen Turm. An der Südseite befindet sich eine weitere Tür, die direkt in den Innenraum führt.
Ein Vorbild für die beiden Halbschalentürme lässt sich in Notre-Dame-du-Haut von Le Corbusier in Ronchamp sehen.

## Schmuck und Ausstattung

### Außenbereich

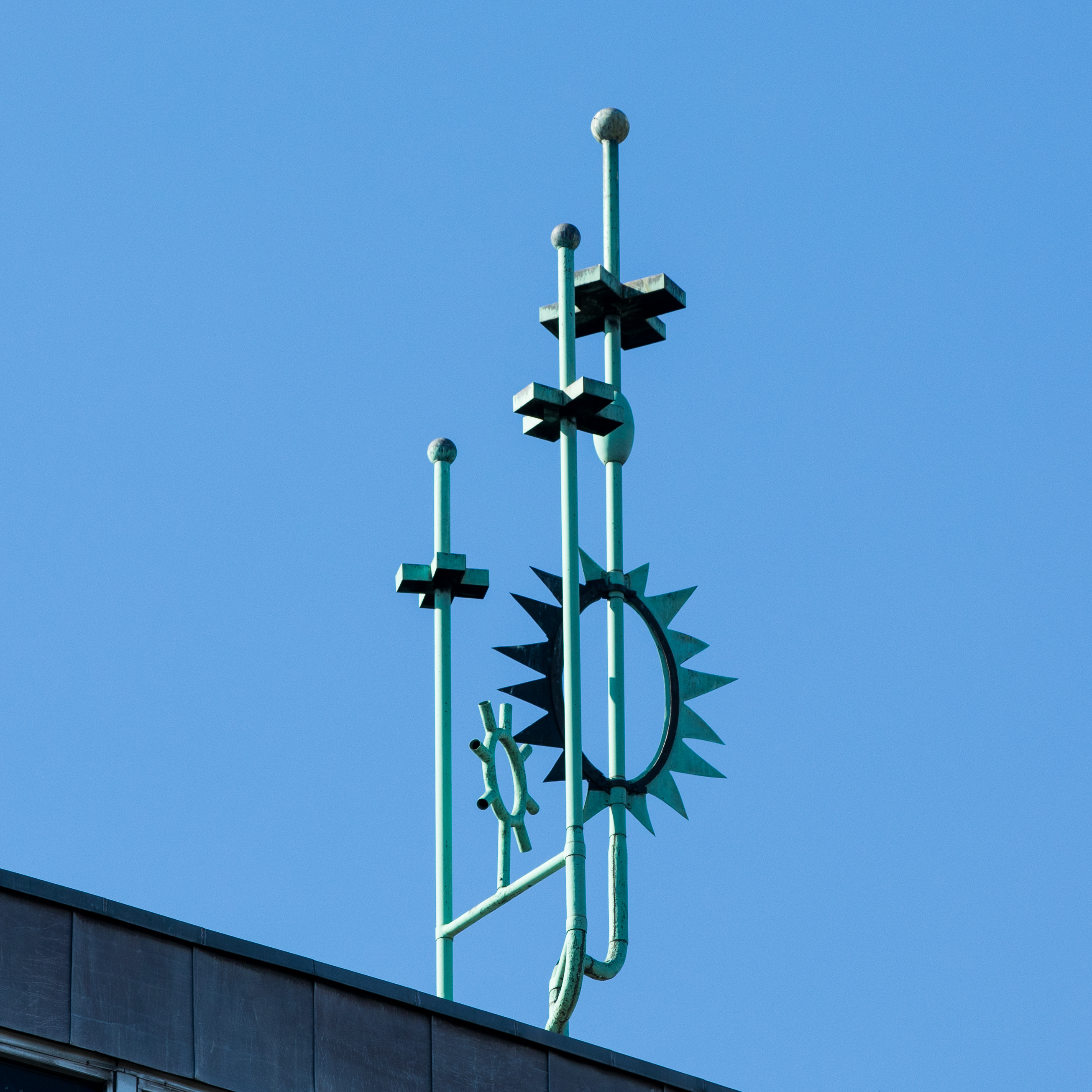
Turmbekrönung von Hermann Berges

Die metallische Bekrönung auf dem südlichen Turm wurde von Hermann Berges ausgeführt; drei senkrechte Rohre tragen Mandorlas, die die Stigmata des Franz von Assisi symbolisieren sollen. Darüber gesetzt ist jeweils ein liegendes Kreuz.
Die Türklinken in Form von Engeln wurden von Guido Weinert gestaltet.

### Taufkapelle
Die Taufkapelle wurde 1974 zu einer Werktagskapelle umgebaut. Die ursprüngliche Ausstattung besteht aus einem Bodenmosaik mit weißen und dunklen Steinen, die den Kampf einer reinigenden Kraft gegen das Böse – symbolisiert durch Skorpione und Spinnen – symbolisiert. Aus einem Bereich mit Fischmotiven steigt das Taufbecken als „Quelle der Erlösung“ auf. Die Fenster der Taufkapelle greifen in ihrem Motiv Kapitel 22 aus der Offenbarung des Johannes auf, mit den Bäumen des Lebens, die zwölfmal Früchte tragen und am Strom stehen, der vom Thron Gottes ausgeht.

### Innenraum

#### Wandrelief
Zentral und prägend ist das Wandrelief der Altarwand an der Ostseite des Kirchenbaus, „Christus das Opferlamm“. Es wurde ebenso wie das Ziegelrelief der Außenmauer von Willi Strauß entworfen und ausgeführt und korrespondiert mit diesem: Während im Kruzifix des Außenreliefs die sichtbare Kreuzigung dargestellt ist, zeigt das Innere die dahinterstehende Symbolik der christlichen Ikonografie. Dargestellt ist das Lamm Gottes, das im Opfer der Eucharistie der Hand Gottes dargebracht wird. Im Gegenzug reicht die Hand Gottes mit dem Heiligen Geist das geschlachtete Lamm zurück, aus dessen Herzwunde (eines der rot verglasten Öffnungen der Außenseite) „der Friede, die Pax, über Altar und Gemeinde herabströmt“. Farblich dominiert Blau als Symbol der „Treue und Wahrhaftigkeit Gott Vaters, in der Transzendenz des Goldes das göttliche Opfer des Sohnes und im Roten die Liebesglut des Heiligen Geistes“.

#### Kreuzweg
Den Kreuzweg gestaltete Br. Lukas Ruegenberg OSB vom Kloster Maria Laach, der in Bilderstöckchen ein Jugendzentrum geleitet und die Bewegung „Kellerladen“ aufgebaut hatte. Hintergrund der Stationen sind die Straßen und Häuser des Viertels. Die Einweihung fand am 18. September 1983 statt. Auch das Bleiglasfenster im Kirchenvorraum, die Umkleidung der Eingangstüre, die beiden Bleiglasfenster oberhalb des Eingangs in der Kapelle und das Kreuz in der Marienkonche wurden von ihm gestaltet.

#### Fenster des Sonnengesangs
Ebenfalls von Willi Strauß stammen die Entwürfe für das Fensterband und weitere Fenster, welche die Elemente der Schöpfung des Sonnengesangs von Franz von Assisi aufgreifen: Schwester Quelle, Bruder Feuer, Schwester Sonne, Bruder Wind und weitere.

#### Grundstein
Der Grundstein, der sich innen an der Sakristeitür befindet, ist von Hermann Berges mit einem Segenswunsch von Franz von Assisi ausgestattet worden. Er lautet frater leo, dominus te benedicat („Bruder Leo, Gott segne dich“).

#### Turmnischen
Durch die sich in den Kirchenraum eindrehenden Turmmauern entstehen zwei Gebetsnischen bzw. Konchen. Die im nördlichen Turm enthalten eine Franziskusfigur sowie den Tabernakel von Theo Hammers, die bereits in der alten Notkirche Teil der Ausstattung waren. Der Tabernakel zeigt auf vier Reliefplatten Christus als Weinstock. In der südlichen Nische steht eine Ikone.

#### Orgel

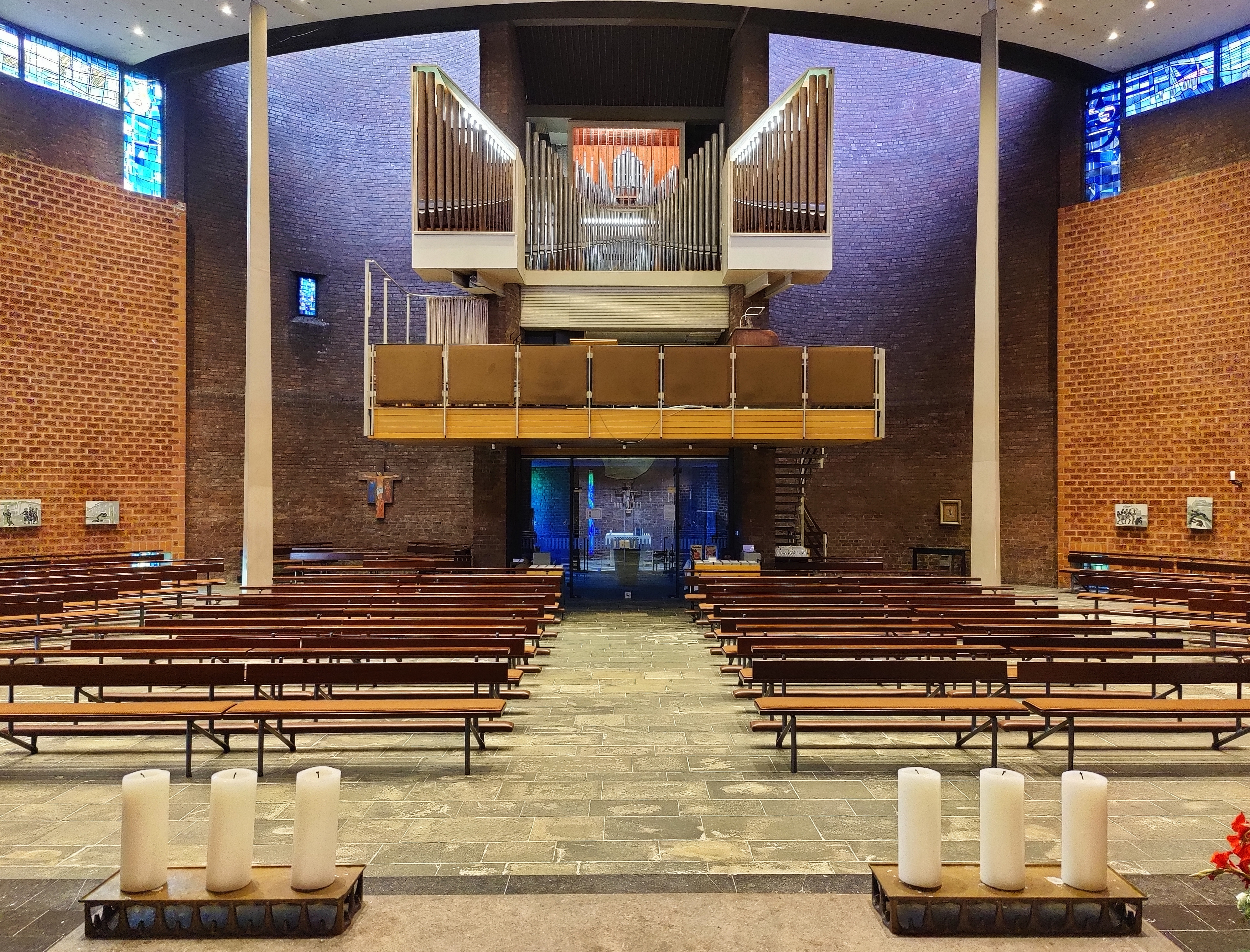
Innenraum, Blick zur Orgel (2022)

Auf der Orgelempore steht eine Schleifladenorgel mit zwei Manualen und Pedal, mit elektrischen Trakturen. Sie wurde 1962 von Ernst Weyland aus Opladen gebaut. Die Disposition lautet:
| I Manual C–g3  |        |
| Quintade       | 16′    |
| Prinzipal      | 08′    |
| Offenflöte     | 08′    |
| Oktave         | 04′    |
| Flachflöte     | 02′    |
| Mixtur IV–V    | 01 ⁄3′ |
| Kupfertrompete | 08′    |

| II Manual C–g3 |       |
| Gedackt        | 08′   |
| Harfpfeife     | 08′   |
| Waldflöte      | 4′0   |
| Prinzipal      | 02′   |
| Sesquialter II |       |
| Scharf IV      | 02⁄3′ |
| Musette        | 02′   |
| Tremolo        |       |

| Pedal C–f1     |          |
| Subbass        | 16′      |
| Offenbass      | 08′      |
| Choralbass     | 04′      |
| Piffaro        | 02′ + 1′ |
| Liebl. Posaune | 16′      |

- Koppeln: II/I, I/P, II/P; 1 freie Kombination, 1 freie Pedalkombination

### Glocken
Das fünfstimmige Geläut besteht aus vier im Jahr 1961 neu gegossenen Glocken aus der Gießerei Petit & Gebr. Edelbrock sowie einer Leihglocke des Erzbistums von 1602, auf die die neueren Glocken gestimmt worden sind. Die Schlagtöne sind fis1–gis1–h1–cis2–e2